# Lacunza
Lacunza (em castelhano) ou Lakuntza (em basco) é um município da Espanha na província e comunidade foral (autónoma) de Navarra. Tem 11,12 km² de área e em 2021 tinha 1 268 habitantes (densidade: 114 hab./km²).

## Demografia
| Variação demográfica do município entre 1991 e 2004 | Variação demográfica do município entre 1991 e 2004 | Variação demográfica do município entre 1991 e 2004 | Variação demográfica do município entre 1991 e 2004 |
| --------------------------------------------------- | --------------------------------------------------- | --------------------------------------------------- | --------------------------------------------------- |
| 1991                                                | 1996                                                | 2001                                                | 2004                                                |
| 960                                                 | 1003                                                | 1038                                                | 1091                                                |